# Semenkara
Semenkara Nebnun fue un faraón de la dinastía XIII de Egipto, que gobernó c. 1751-1749 a. C.. 
Su nombre, Semenkara, está escrito en un fragmento del Canon Real de Turín, en el registro VI, 11, indicando que reinó (2 años...) 22 días.
Su nombre de trono, Semenkara, significa "el que refuerza el Ka de Ra". Reinó de uno a dos años, probablemente, según Ryholt. 
Perteneciente a una dinastía débil que se encontraba a merced de sus vecinos del Delta, los hicsos; durante su reinado se realizaron expediciones al mar Rojo, y se mantuvieron relaciones comerciales con Siria y Palestina. 

## Testimonios de su época
De este faraón solo se conoce de un objeto contemporáneo: una estela de fayenza descubierta en 1984, en Gebel Zeit, donde encontramos su nombre del nacimiento, Nebnun, y se indica que este gobernante ordenó trabajar en las minas de galena de las Montañas Orientales. Esta estela le muestra, por un lado, ante Ptah y en el otro ante Horus.

## Titulatura
| Titulatura | Jeroglífico | Transliteración (transcripción) - traducción - (referencias) |

| N5 | S29 | Y5 · N35 | kA | Z1 |

| N5 | S29 | Y5 · N35 | kA | Z1 |

| N5 | S29 | Y5 · N35 | kA | Z1 |

| N5 | S29 | Y5 · N35 | kA | Z1 |

| N5 | S29 | Y5 · N35 | kA | Z1 |

| N5 | S29 | Y5 · N35 | kA | Z1 |

| N5 | S29 | Y5 · N35 | kA | Z1 |

| N5 | S29 | Y5 · N35 | kA | Z1 |

| N5 | S29 | Y5 · N35 | kA | Z1 |

| N5 | S29 | Y5 · N35 | kA | Z1 |

| N5 | S29 | Y5 · N35 | kA | Z1 |

| N5 | S29 | Y5 · N35 | kA | Z1 |

| N5 | S29 | Y5 · N35 | kA | Z1 |

| N5 | S29 | Y5 · N35 | kA | Z1 |

| N5 | S29 | Y5 · N35 | kA | Z1 |

| N5 | S29 | Y5 · N35 | kA | Z1 |

| nb | n · Z2 | n · W24 | G43 |

| nb | n · Z2 | n · W24 | G43 |

| nb | n · Z2 | n · W24 | G43 |

| nb | n · Z2 | n · W24 | G43 |

| nb | n · Z2 | n · W24 | G43 |

| nb | n · Z2 | n · W24 | G43 |

| nb | n · Z2 | n · W24 | G43 |

| nb | n · Z2 | n · W24 | G43 |

| nb | n · Z2 | n · W24 | G43 |

| nb | n · Z2 | n · W24 | G43 |

| nb | n · Z2 | n · W24 | G43 |

| nb | n · Z2 | n · W24 | G43 |

| nb | n · Z2 | n · W24 | G43 |

| nb | n · Z2 | n · W24 | G43 |

| nb | n · Z2 | n · W24 | G43 |

| nb | n · Z2 | n · W24 | G43 |